# Ernst Mannsfeld
Ernst Friedrich Mannsfeld (* 26. Juli 1897 in Leipzig; † 30. März 1953 in Dresden) war ein deutscher Jurist und Politiker (LDPD). Er war von 1950 bis 1953 Abgeordneter der Länderkammer der DDR.

## Leben
Mannsfeld, Sohn des ehemaligen sächsischen Justizministers Karl Emil Mannsfeld, studierte von 1915 bis 1920 Rechtswissenschaften an der Universität Leipzig. Das Studium wurde von 1916 bis 1918 durch seine Teilnahme am Ersten Weltkrieg unterbrochen. Er wurde zum Dr. jur. promoviert und anschließend im sächsischen Justizdienst bei der Staatsanwaltschaft Dresden beschäftigt. 1927 wurde er Landgerichtsrat. Ab 1931 war er zugleich Hilfsreferent für Ausbildungsfragen im sächsischen Ministerium der Justiz. Nach Hitlers Machtergreifung 1933 wurde er aus dieser Funktion entlassen. 1943 wurde er an das Amtsgericht Dresden zur Grundbuchumschreibung beordert und 1944 für die Rüstungsindustrie freigestellt.
Im Mai 1945 fand er wieder Arbeit am Amtsgericht Dresden und wurde Vertreter des vorläufigen Leiters der Behörde. Er trat 1945 in die Liberaldemokratische Partei Deutschlands (LDPD) ein. Im Juli 1945 wurde er in der Landesverwaltung Sachsen im Ressort Justiz eingestellt, war dann ab September 1945 im Ressort Justiz und Gesundheitswesen, Abteilung Zivilprozessrecht tätig. Im Oktober 1945 wurde er Landgerichtsdirektor und Ministerialrat. Ab Oktober 1947 war er als Ministerialdirektor Mitglied der Justizverwaltung der Landesregierung Sachsen und Hauptabteilungsleiter Öffentliches Recht und Sozialrecht, Bürgerliche Rechtspflege, Personal- und Wirtschaftsverwaltung. Im Juli 1949 wurde er zum Senatspräsidenten am Oberlandesgericht Dresden berufen.
Am 3. November 1950 wurde er in der konstituierenden Sitzung des Sächsischen Landtags zum Mitglied der Länderkammer der DDR gewählt, obwohl er nicht Abgeordneter des neugewählten Landtags war.
Im Sommer 1952 ernannte ihn die Regierung der DDR zum Mitglied einer Kommission zur Ausarbeitung eines neuen Strafgesetzbuches.
Mannsfeld war auch Mitglied des LDPD-Bezirksvorstandes Dresden sowie seit 1952 Mitglied der Überprüfungskommission bei der LDPD-Parteileitung.